# Голенин-Ростовский, Василий Иванович

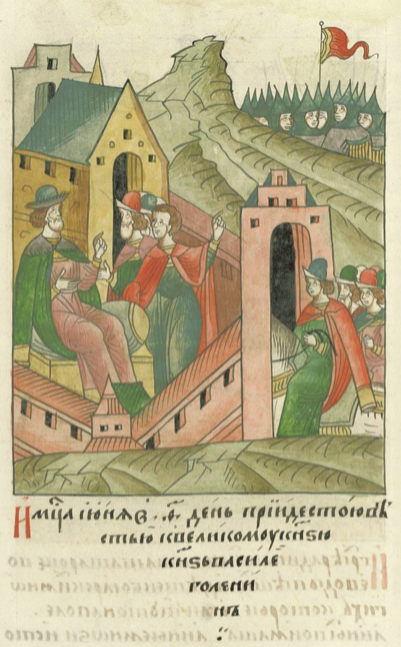
Голенин-Ростовский Василий Иванович принимает гонца

Князь Василий Иванович Голенин-Ростовский — воевода, дворецкий и окольничий на службе у московских князей Ивана III и Василия III.
Рюрикович в XX колене, один из Голениных-Ростовских, ветви происходящей от владетельных князей ростовских, потомки которых перешли на службу московским князьям. Единственный сын князя Ивана Фёдоровича Голенина-Ростовского. Имел четырёх сыновей Петра, Фёдора, Ивана Ушатого и Ивана Меншика.

## Биография

### Служба Ивану III
В 1492 году сперва четвёртый, а после третий воевода Передового полка в походе на Сиверские земли. В 1500 году показан в окольничих и послан в Тверь с сыном великого князя Ивана III, с князем Василием Ивановичем (будущим Василием III). В 1501 году пожалован чином дворецкого.

#### Служба Василию III
В 1507 году сперва третий воевода Большого полка, а потом второй воевода Передового полка в походе на Великое княжество литовское, после оставлен воеводой в Сыренске, где упомянут в 1508 году третьим воеводой. В этом же году третий воевода Передового полка в походе на смоленские места.
В 1509 году послан по "польским вестям" из Москвы в Вязьму, потом четвёртым прибыльным воеводой Передового полка, в сентябре 4-й воевода передового полка в походе к Дорогобужу против армии Станислава Кишки, а по взятии города оставлен там  прибыльным воеводою того же полка. В 1527 году 3-й воевода во Владимире.